# Социал-демократическая партия Украины
Социал-демократическая партия Украины (укр. Соціал-демократична партія України, СДПУ) — украинская политическая партия, придерживающаяся идей социал-демократии. Председателем партии является Юрий Буздуган.

## История
25-27 мая 1990 года в Киеве состоялся учредительный съезд Объединенной социал-демократической партии Украины, на котором были созданы две партии — Социал-демократическая партия Украины (СДПУ) и Объединённая социал-демократическая партия Украины (СДПУ(о)). Две партии были созданы из-за разногласия вокруг того, записывать ли демократический социализм в программу и выступать ли за федеративное или унитарное устройство Украины. СДПУ образовали противники добавления демократического социализма в программу и сторонники унитарного устройства.
В конце 1992 года состоялось объединение двух партий в одну под названием Социал-демократическая партия Украины, после чего была зарегистрирована Министерством юстиции Украины, получив свидетельство о регистрации № 419 от 14 марта 1993 года.
В 1992 году СДПУ вместе с Партией демократического возрождения Украины и другими выступила учредителями продемократического объединения «Новая Украина». Осенью 1993 года вышла из него.
В октябре 1992 года СДПУ была приглашена на конгресс Социалистического интернационала, делегацию партии возглавил депутат Верховной рады Владимир Московка. С 1994 года СДПУ — постоянный член Комитета по Центральной и Восточной Европе Социалистического Иинтернационала.
В 1998 году была создана коалиция с Социалистической партией Украины. В 2001 году она прекратила своё существование.

## Идеология
СДПУ имеет в настоящее время такие приоритеты, по словам лидеров этого объединения:
1. налаживание сотрудничества с профсоюзами,
2. построение социального государства всеобщего благосостояния в интересах рабочих.